# Джанет Моро
Джанет Тереза Моро (англ. Janet Teresa Moreau; 26 жовтня 1927 — 30 червня 2021) — американська легкоатлетка, яка спеціалізувалася в бігу на короткі дистанції.

## Із життєпису
Олімпійська чемпіонка в естафеті 4×100 метрів (1952).
Чемпіонка Панамериканських ігор в естафеті 4×100 метрів (1951).
Ексрекордсменка світу в естафетах 4×100 метрів та 4×220 ярдів.
Після завершення змагальної кар'єри працювала вчителем фізичної культури.

## Основні міжнародні виступи
| Рік  | Змагання             | Місто        | Місце            | Дисципліна | Примітки |
| ---- | -------------------- | ------------ | ---------------- | ---------- | -------- |
| 1951 | Панамериканські ігри | Буенос-Айрес | 6                | 100 м      |          |
| 1951 | 1                    | 4×100 м      |                  |            |          |
| 1952 | Олімпійські ігри     | Гельсінкі    | 3чф5             | 100 м      |          |
| 1952 | 1                    | 4×100 м      | Відео на YouTube |            |          |